# 正眼寺 (川口市)
正眼寺（しょうげんじ）は、埼玉県川口市にある曹洞宗の寺院。

## 歴史
室町時代末期、篠周防守（諱は不明）の開基である。現在の東京都文京区にある吉祥寺の末寺である。その後、江戸時代初期に元易が中興した。
本堂左側の祠には、武州川口七福神の一つである寿老人が祀られている。また、その傍には「廻し七福神」がある。これは長寿のシンボル亀の背に七福神を彫った球体があり、それを廻して願をかけるというものである。

## 交通アクセス
- 川口駅より徒歩10分。